# Facino Cane (condotiero)
Bonifacio Cane, conhecido como Facino Cane (Casale Monferrato, 1360 — Pavia, 16 de maio de 1412) foi um condotiero italiano. Ele foi conde de Biandrate e senhor de Abbiategrasso, Alessandria, Borgo San Martino, Cantù, Cassano d'Adda, Castano Primo, Castiglione Olona, Como, Galliate, Gavi, Mortara, Novara, Pavia, Placência, Romanengo, Seveso, Tortona, Valenza, Valsassina, Varese, Vercelli e Vigevano.

## Biografia
Bonifacio Cane é filho de Emanuele Cane, o último descendente dos ramos menos ricos da família homônima, razão que determinou um caráter duro e ambicioso. Ele aprendeu a arte de armas desde tenra idade, lutando por Otão IV de Brunswick-Grubenhagen (então governador do Marquisate de Monferrato) contra Carlos de Durazzo, por volta de 1382.
Mais tarde, com apenas 26 anos de idade, ele se tornou um líder militar pago pela família Veronese da Della Scala, participando da desastrosa batalha de Castagnaro contra a cidade de Pádua . Permaneceu como prisioneiro, depois passou para o serviço dos vencedores (isto é, da família Carraresi de Pádua), lutando por eles na guerra do Friuli.
Em 1387 tornou-se mercenário do marquês Teodoro II de Monferrato, que lhe confiou 400 cavaleiros. Os anos entre 1391 e 1397 foram os mais favoráveis para ele: conquistou alguns territórios piemonteses através de invasões e pilhagens, típico dos condottieri de seu tempo e Teodoro o recompensou em grande parte, dando-lhe o Borgo San Martino, onde havia nascido seu pai.
Mas o que o levou a lutar foi acima de tudo a compensação, a razão pela qual suas façanhas se tornaram particularmente sangrentas. Mais tarde ele saiu do Piemonte, para se mudar para a região da Lombardia, em apoio aos poderes guibelinos aos quais ele sempre foi fiel.
Formado inteiramente como um líder militar, ele retornou primeiro ao Carraresi e depois ao Visconti. Em 1402, após a morte do duque Gian Galeazzo Visconti, obteve os primeiros resultados políticos no controle do Ducado de Milão, mas, acima de tudo, em 1403 sujeitou Bolonha ao senhorio Viscontea obtendo também o governo; prova de seu valor não apenas como líder, mas também como político.
Seu domínio territorial entre 1404 e 1411, incluindo, além de alguns ex-territórios da Sabóia, outras cidades, como Alessandria, Novara, Varese, Tortona, Biandrate, parte do território de Brianza, Piacenza, Cantù, Melegnano e, por último, Pavia.
No auge da vida política lombarda, casou-se com Beatrice Cane (erroneamente chamada de Beatrice Lascaris, condessa de Tenda - Ventimiglia), filha de seu primo Ruggero Cane, uma mulher tenaz como ele, de quem não tinha filhos.
Com a idade de cinquenta e dois anos, em maio de 1412, durante a ocupação de Bergamo, ele foi atingido por um violento ataque de gota e foi forçado a se manter no castelo de Pavia. Já ciente de sua morte iminente, ele pediu ao arcebispo Bartolomeo della Capra que cuidasse de suas práticas testamentárias. Seu testamento estipulava que o imenso patrimônio, constituído de dinheiro, edifícios e tropas, deveria entregue à sua esposa se ela se casasse novamente, com Filippo Maria Visconti, duque de Milão, para preservar as políticas do senhorio.
O corpo do condotiere permaneceu nu e insepulto por três dias, após o que ele foi enterrado em Pavia, na basílica de San Pietro em Ciel d'Oro, sem cerimônia ou lápide. Os historiadores excluem a hipótese de que, alguns meses depois, a viúva Beatrice teve um pequeno monumento erguido em sua homenagem, depois destruído no início do século XX, para obter cal. Assim que Facino morreu, a viúva Beatrice Cane, respeitando a cláusula testamentária, casou-se novamente com o duque Filippo Maria Visconti, cerca de vinte anos mais novo do que ela. A relação entre os dois, no entanto, era tempestuosa, tanto pela diferença de idade, quanto pela falta de herdeiros, além das tentativas de Beatrice de se intrometer em questões políticas, e também pelo ódio que o duque sempre nutria por Facino Cane, por isso acredita-se que o duque ainda queria se vingar de Facino, apagando sua memória. Beatrice foi então presa por seu marido em Milão em 23 de agosto de 1418 sob acusações de adultério, transportada para o castelo de Binasco, e numa sentença pronunciada pelo juiz Gasparino de 'Grassi, ela foi torturada para extorquir uma confissão e depois decapitada com o alegado amante, Michele Orombello e com duas empregadas domésticas que haviam testemunhado sobre sua culpa.

## Facino
Uma tese sugestiva é difundida de acordo com a qual o termo italiano "facinoroso" (violento e rebelde) deriva do nome de Facino. No entanto, a etimologia do termo deriva simplesmente do latim facĭnus-nŏris, ou seja, ação vigorosa, violenta e perversa.